# Alberto Caliani
Alberto Martínez Caliani, más conocido como Alberto Caliani, nacido en Ceuta el 8 de agosto de 1963, es un escritor y guionista español.

## Biografía
En los años 1980, además de dibujar cómics, escribió como editor en las revistas desaparecidas Staffel y Star Kits y en Modelismo e Historia . Es muy activo en las redes sociales.
Tras retirarse como empresario en 2003, se formó como escritor de forma autodidacta hasta 2013, cuando publicó El secreto de Boca Verde, su ópera prima. Después de publicar varias más en sellos independientes, Penguin Random House lanza, en 2021, El puño del emperador, bajo el sello Ediciones B. 

## Obras
- El secreto de Boca Verde (2013).[4] Editorial Lampedusa. Thriller de aventuras que llegó a ser número 1 absoluto de Amazon.es. Descatalogado en librerías. Actualmente, solo disponible en versión digital en Amazon.
- La conspiración del rey muerto (2015). Ed. Palabras de Agua. Thriller histórico sobre la leyenda del rey don Sebastián I de Portugal. Descatalogado en librerías. Actualmente, disponible en versión digital y tapa blanda en Amazon.
- La Iglesia (2017). Editorial Cazador. Thriller sobrenatural. Descatalogado en librerías, disponible en versión digital y tapa blanda en Amazon.
- El caballero del viento (2018). Ed. Palabras de Agua. Colección de relatos de diversa temática. Descatalogado en librerías, disponible en versión digital, tapa blanda y tapa dura en Amazon.
- Whiskeyman y otras historias oscuras (2019). Ed. Apache de Libros. Colección de relatos de terror. Descatalogado.
- El Puño del Emperador (2021). Ediciones B. 728 páginas. ISBN 9788466678209. (2023). Thriller histórico de asesinatos, espías y batallas en tiempos del emperador Marco Aurelio.
- La sombra del impostor (2023). Ediciones B. 728 páginas. ISBN 9788466678209. Thriller histórico que se desarrolla en el Turín del siglo XVI.
- Siempre vienen de noche. Los crímenes del Monasterio de Piedra (2024). Ediciones B. 560 páginas. ISBN 9788466678209. Thriller histórico.
- El cazador de libros (2025). Ediciones B. 608 páginas. Thriller sobre un robo en la cámara más secreta de la Biblioteca Nacional de Madrid.

Ficción sonora
- Reina Roja: Origen - El primer caso (2024). Escrita junto con Juan Gómez-Jurado. Precuela de la saga Reina Roja, en la que se narra el primer caso de Antonia Scott. Siete episodios, en exclusiva para Audible.

### Obras colectivas
- La hora de la Bella y otros cuentos para leer en Navidad (2012).  Ed. La Destilería. Su relato «La última Navidad de Todd Banning» resultó premiado en el concurso nacional que sirvió para publicar esta antología.
- Barcelona Tales (2016). Ed. New Con Press UK. Antología en la que participaron voces internacionales del género fantástico, como Ian Watson, Lisa Tuttle, Aliette de Bodard, Elia Barceló y otros. Su relato «There Will be demons» fue escrito y publicado en inglés. La versión española —y ampliada— de este relato volvió a aparecer en Whiskeyman.
- De 2012 a 2016 aparecen relatos suyos en diversas antologías descatalogadas.

## Premios
- Premio Pandemia 2013 a la mejor novela de ficción por El secreto de Boca Verde.[5]
- Premio Hislibris de Literatura Histórica 2022 a la mejor novela del año y mejor autor español por El puño del Emperador.[6]